# Велики Залази
Велики Залази (на сръбски: Велики Залази) е село в Черна гора, разположено в община Котор. Населението му според Преброяването на населението през 2011 г. показва че селото е безлюдно.

## Население
Численост на населението според преброяванията през годините:
- 1948 – 85 души
- 1953 – 58 души
- 1961 – 36 души
- 1971 – 18 души
- 1981 – 8 души
- 1991 – 4 души
- 2003 – 0 души
- 2011 – 0 души